# Tadao Ando

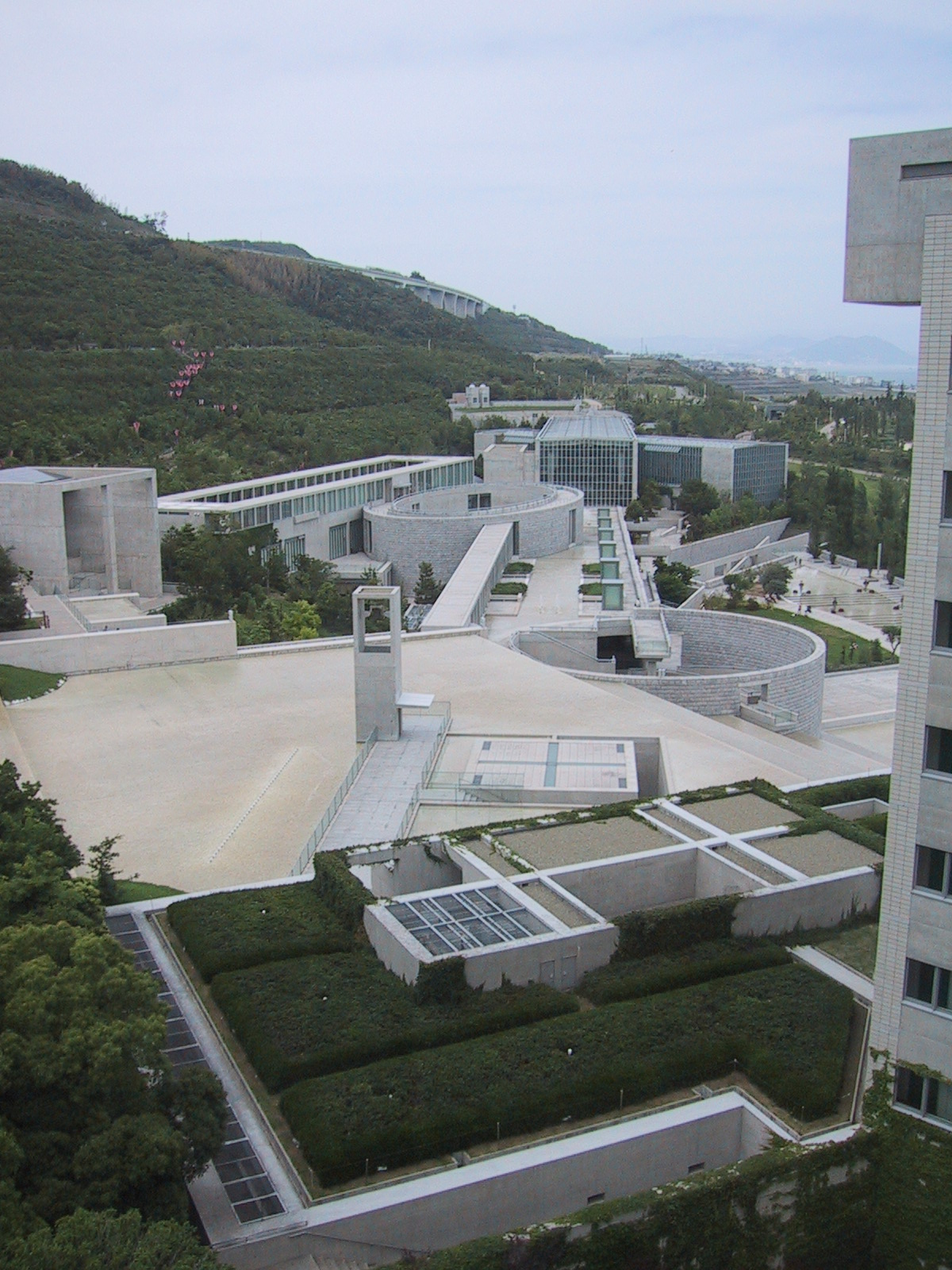
Hotelul Westin Awaji Island

Tadao Andō (scrierea japoneză: 安藤 忠雄 (Andō Tadao?); n. 13 septembrie 1941, Minato-ku, Osaka) este un arhitect japonez autodidact, laureat al Premiului Pritzker, un continuator al ideilor lui Alvar Aalto. Proiectând mai mult în Japonia, insistă asupra combinării valorilor naționale ale țării cu arhitectura clădirilor moderne și asupra faptului că arhitectul trebuie să se adapteze la peisajul înconjurător, și nu să îl modifice. Printre cele mai notabile lucrări ale sale se află Templul Apei din Awaji și Biserica Luminii din Osaka.

## Premii
| Premiu                                                           | Organizație/Locație                   | Țara           | Data |
| ---------------------------------------------------------------- | ------------------------------------- | -------------- | ---- |
| Premiul anual (Row House, Sumiyoshi)                             | Institutul de Arhitectură al Japoniei | Japonia        | 1979 |
| Premiul pentru design cultural (Rokko Housing One and Two)       | Tokyo                                 | Japonia        | 1983 |
| Medalia Alvar Aalto Medal                                        | Asociația Arhitecților din Finlanda   | Finlanda       | 1985 |
| Medalia de aur pentru arhitectură                                | Academia Franceză de Arhitectură      | Franța         | 1989 |
| Premiul de arhitectură Carlsberg (Internațional)                 | Copenhaga                             | Danemarca      | 1992 |
| Japan Art Academy Prize                                          | Tokio                                 | Japonia        | 1993 |
| Premiul Pritzker (Internațional)                                 | Chicago                               | SUA            | 1995 |
| Chevalier de l’Ordre des Arts et des Lettres                     | Paris                                 | Franța         | 1995 |
| Praemium Imperiale Primul Premiu “FRATE SOLE” pentru arhitectură | Asociația Japoneză de Artă            | Japonia        | 1996 |
| Officier de l'Ordre des Arts et des Lettres                      | Paris                                 | Franța         | 1997 |
| Royal Gold Medal                                                 | Royal Institute of British Architects | Marea Britanie | 1997 |
| AIA Gold Medal                                                   | American Institute of Architects      | SUA            | 2002 |
| UIA Gold Medal                                                   | International Union of Architects     | Franța         | 2005 |
| Bunka kōrōshō („Ordinul Cultural”)                               | Guvernul japonez                      | Japonia        | 2010 |

## Proiecte terminate (selecție)

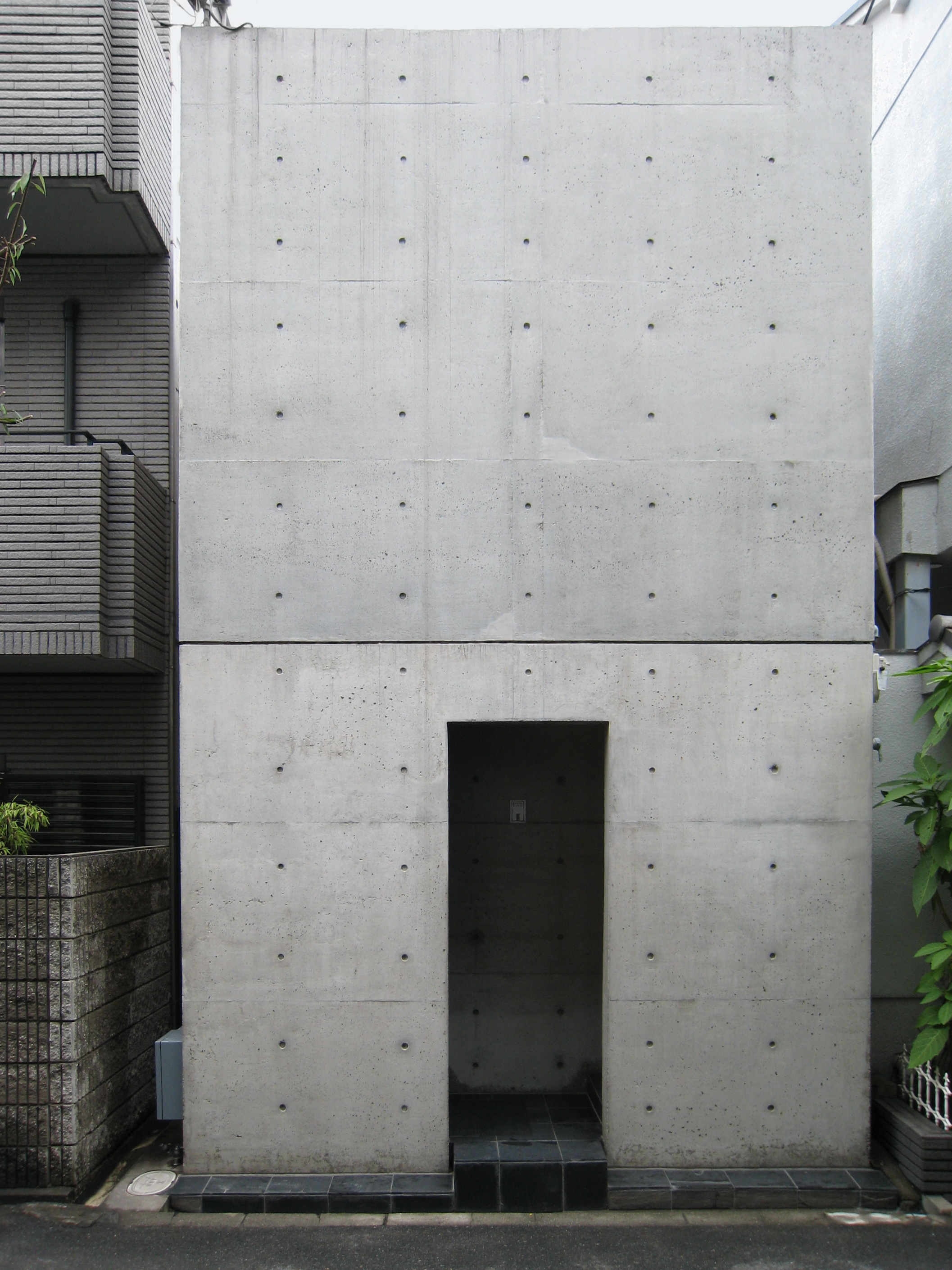
Casa Azuma
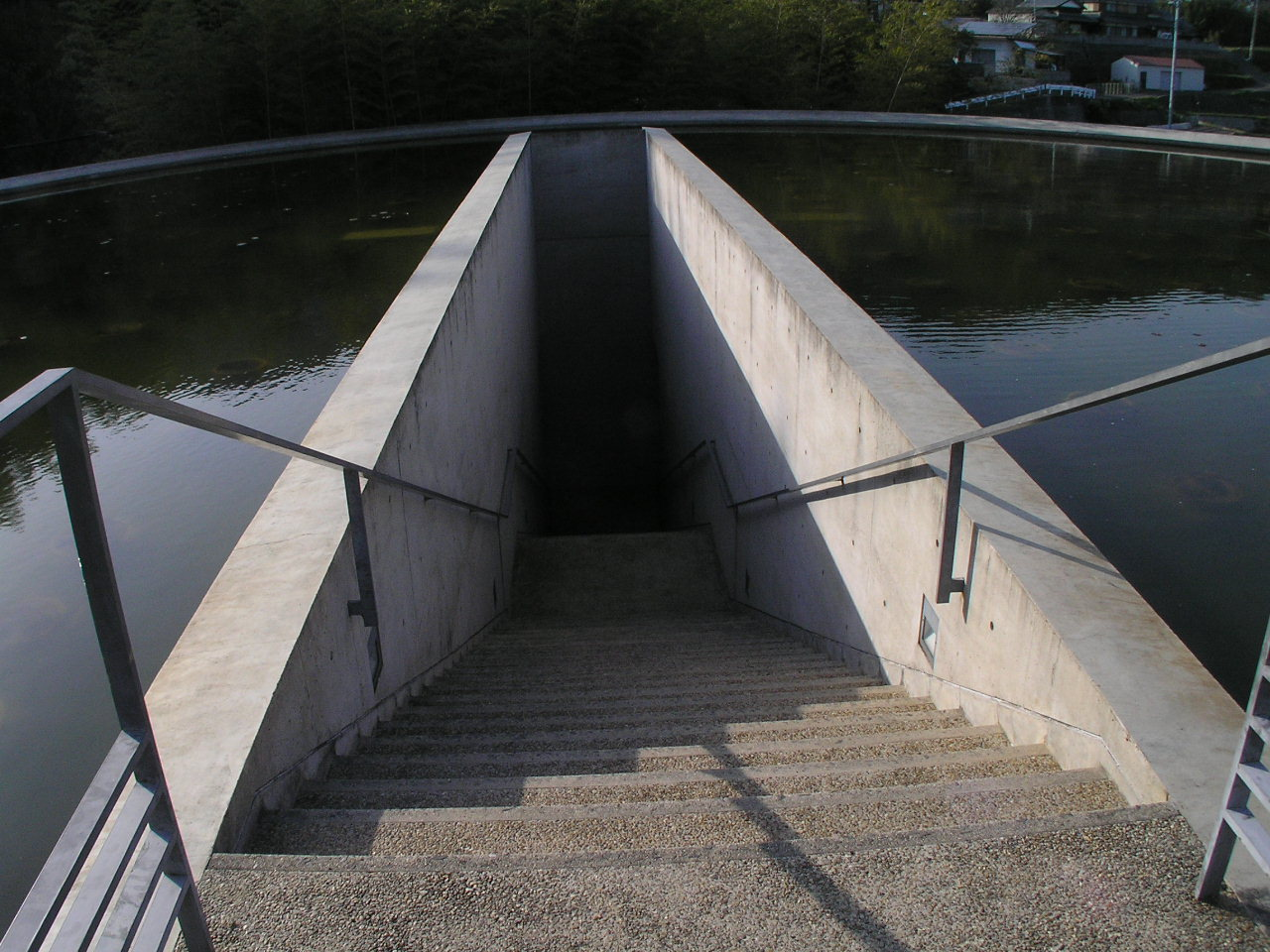
Templul Honpuku Temple (Templul apei)
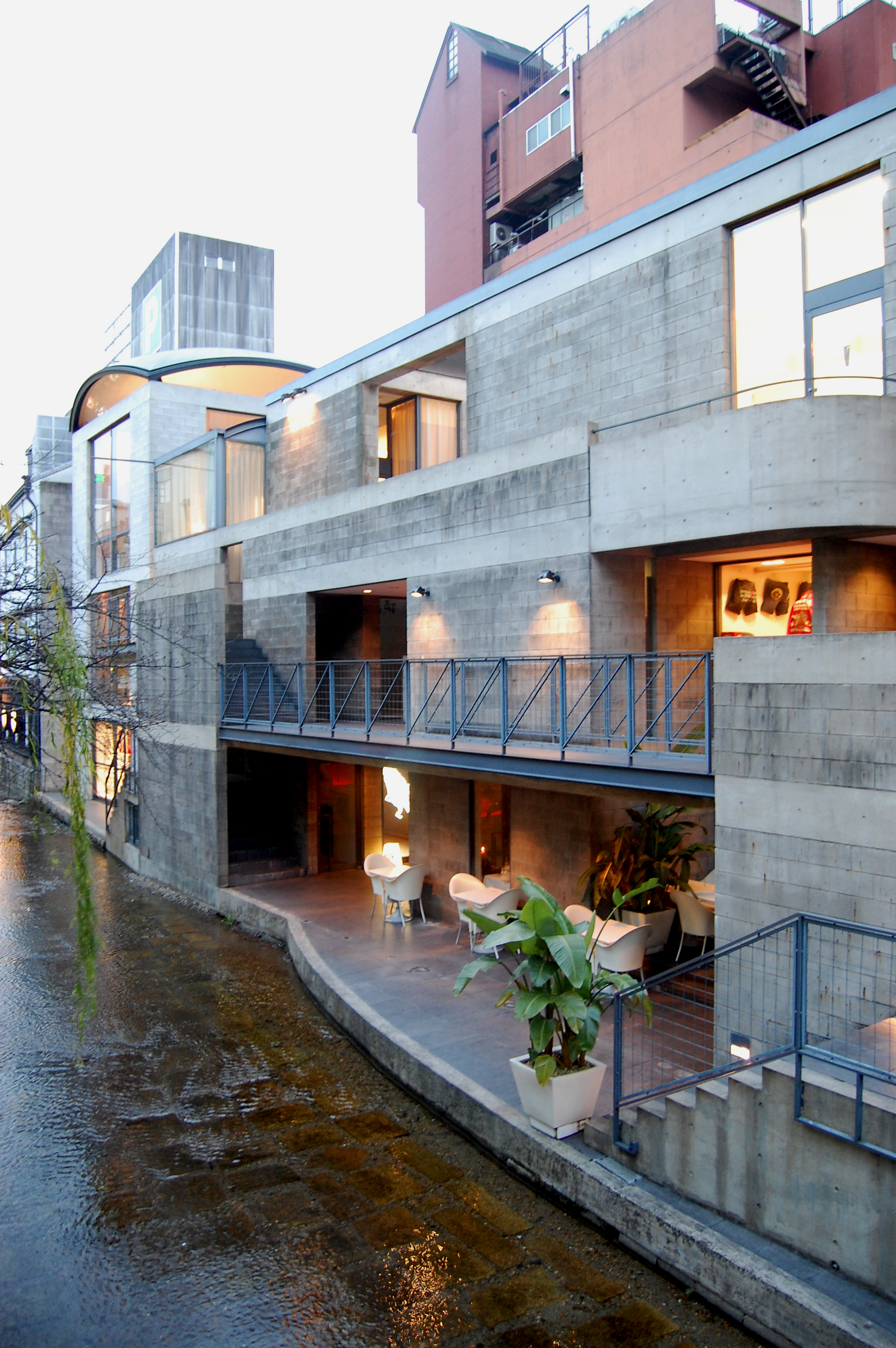
Galeria Times
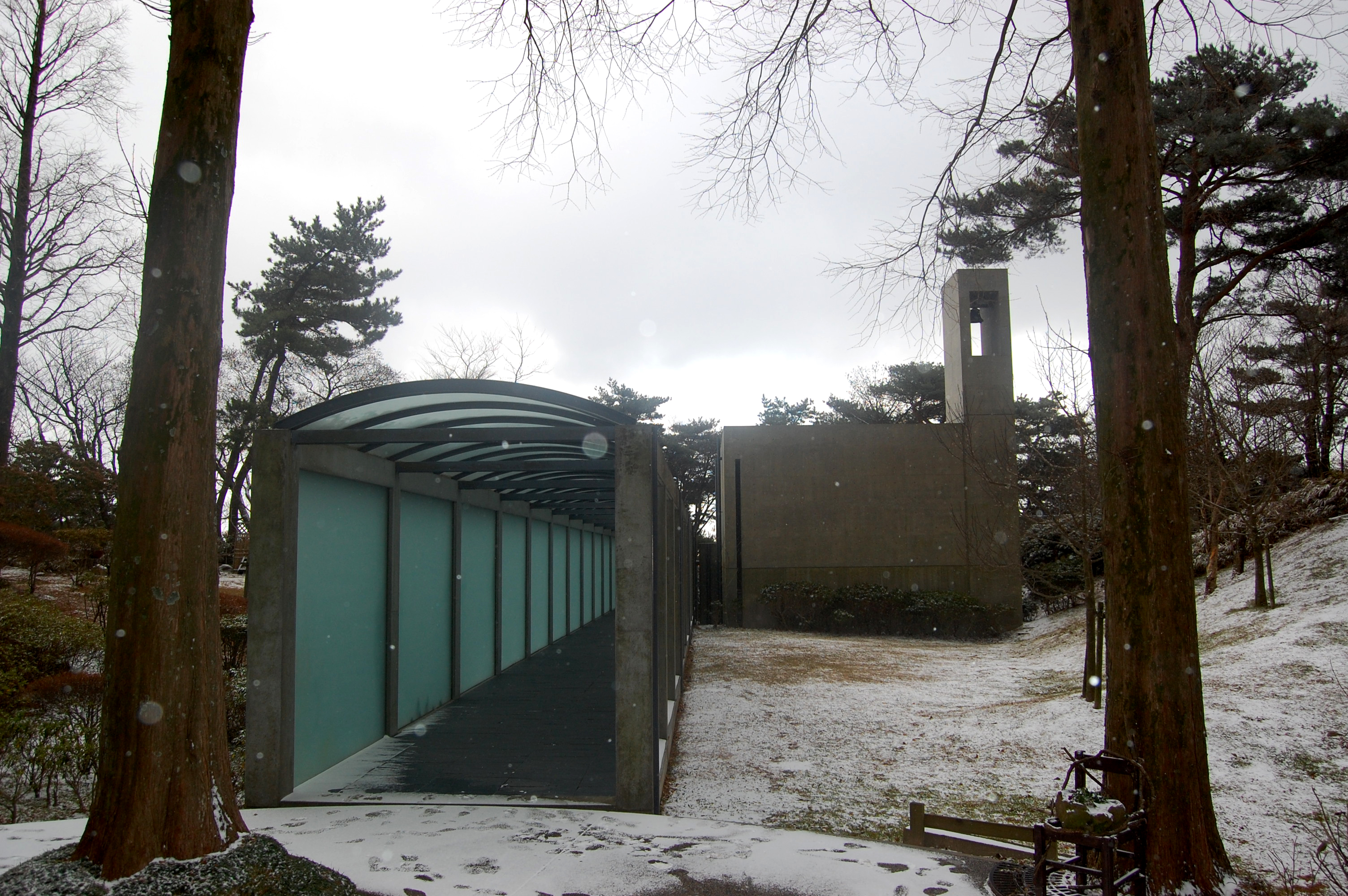
Capela Mt. Rokko
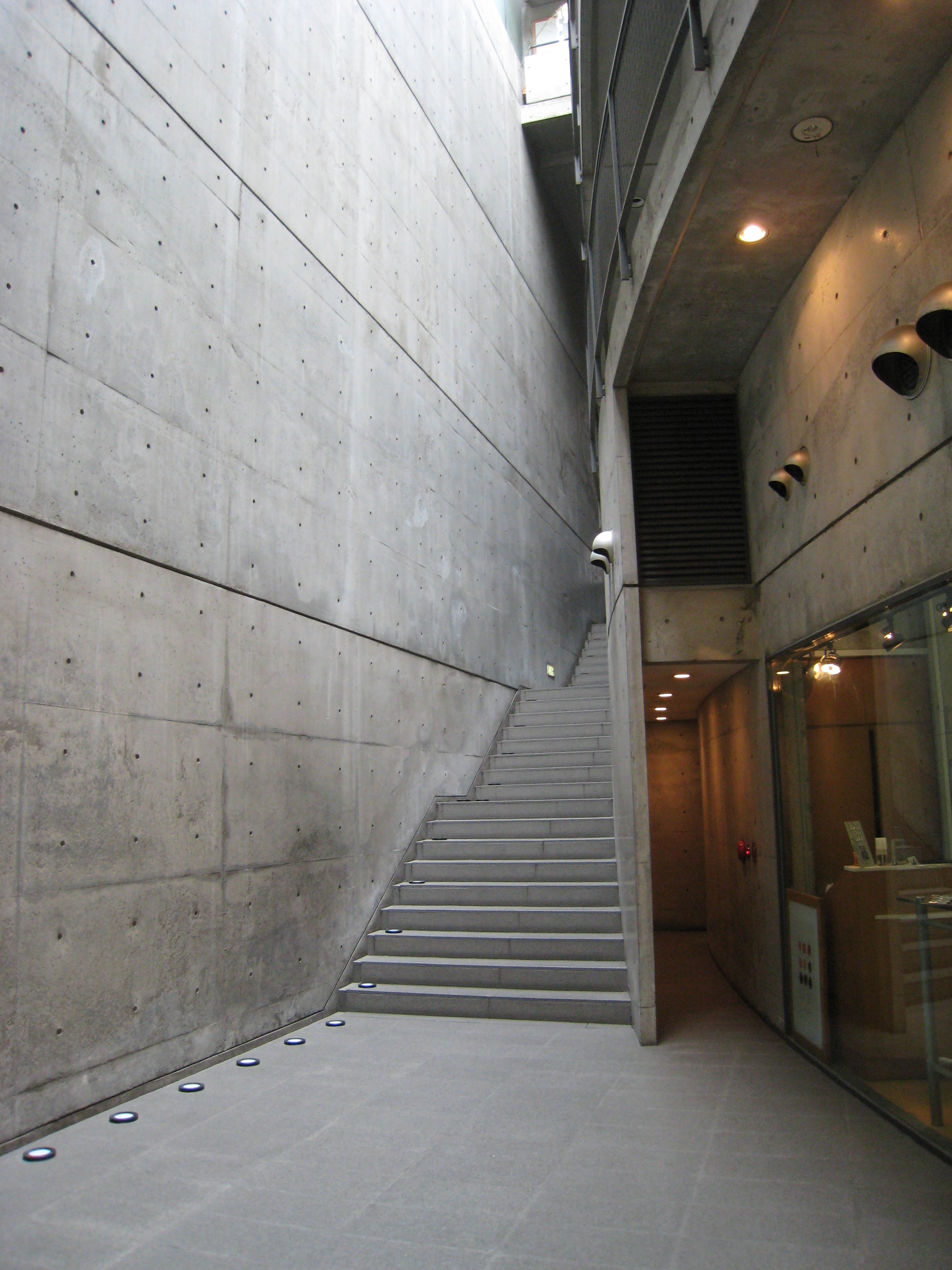
Galleria Akka
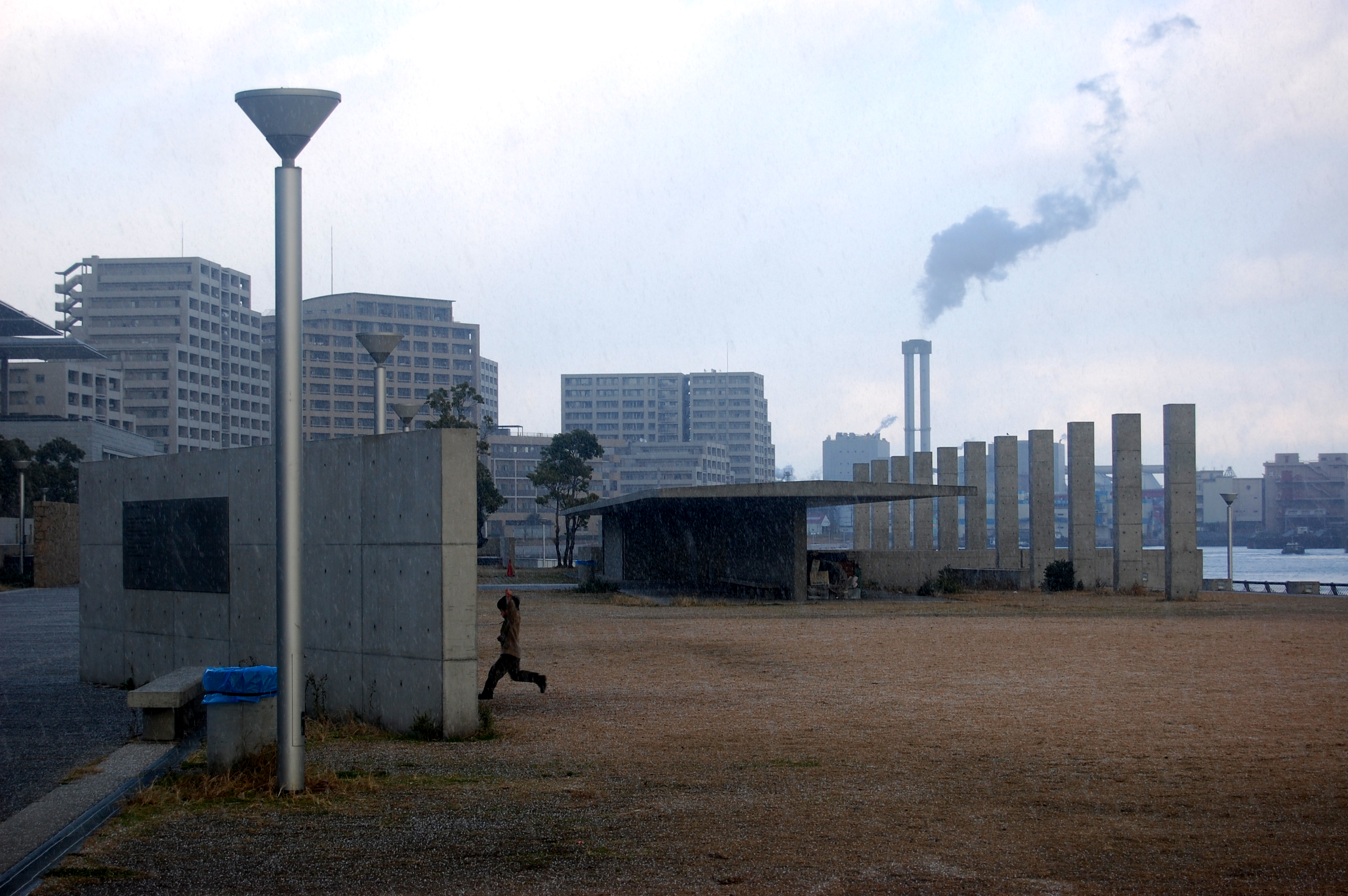
Piaţa Kobe
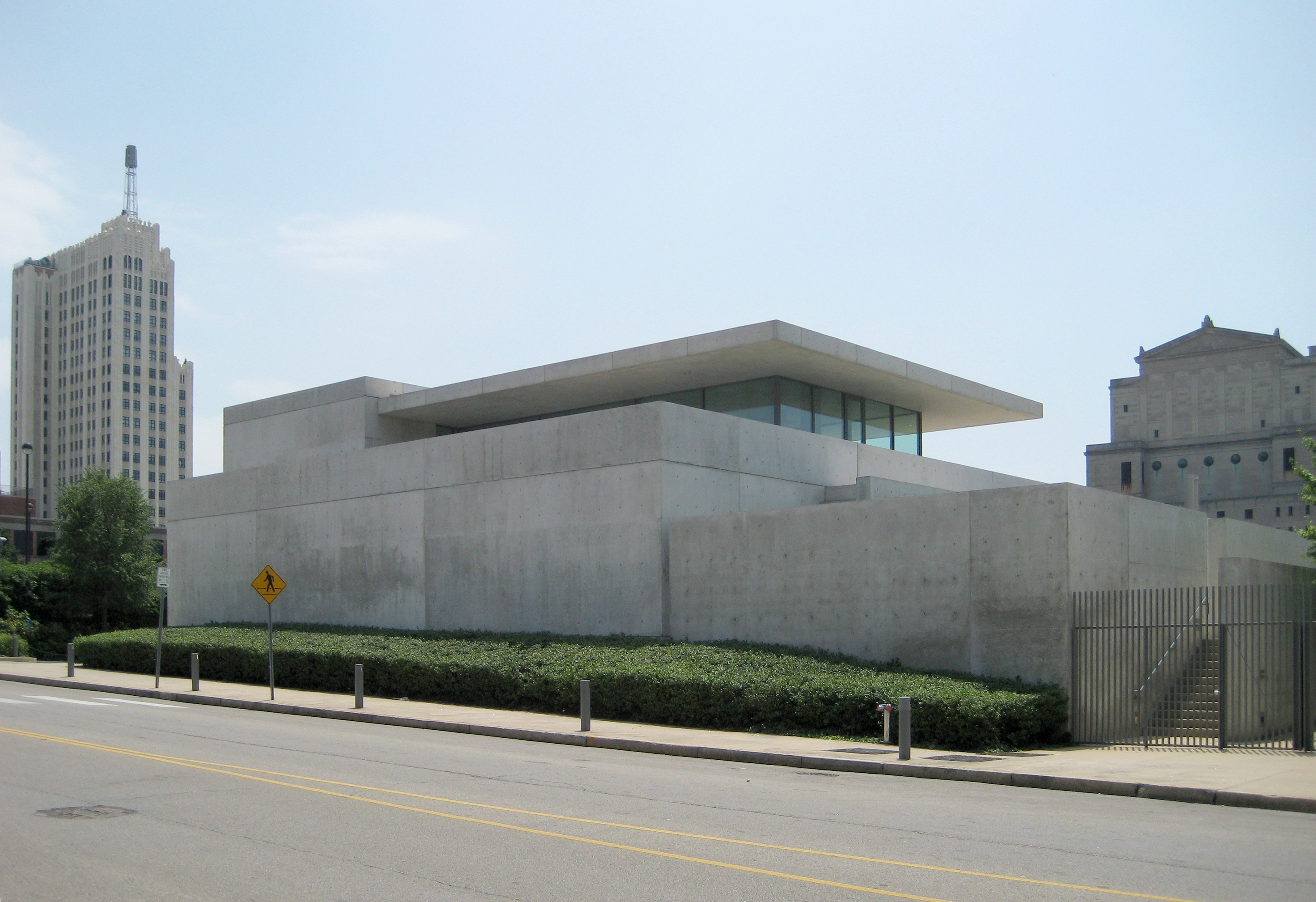
Fundaţia Pulitzer Foundation pentru artă
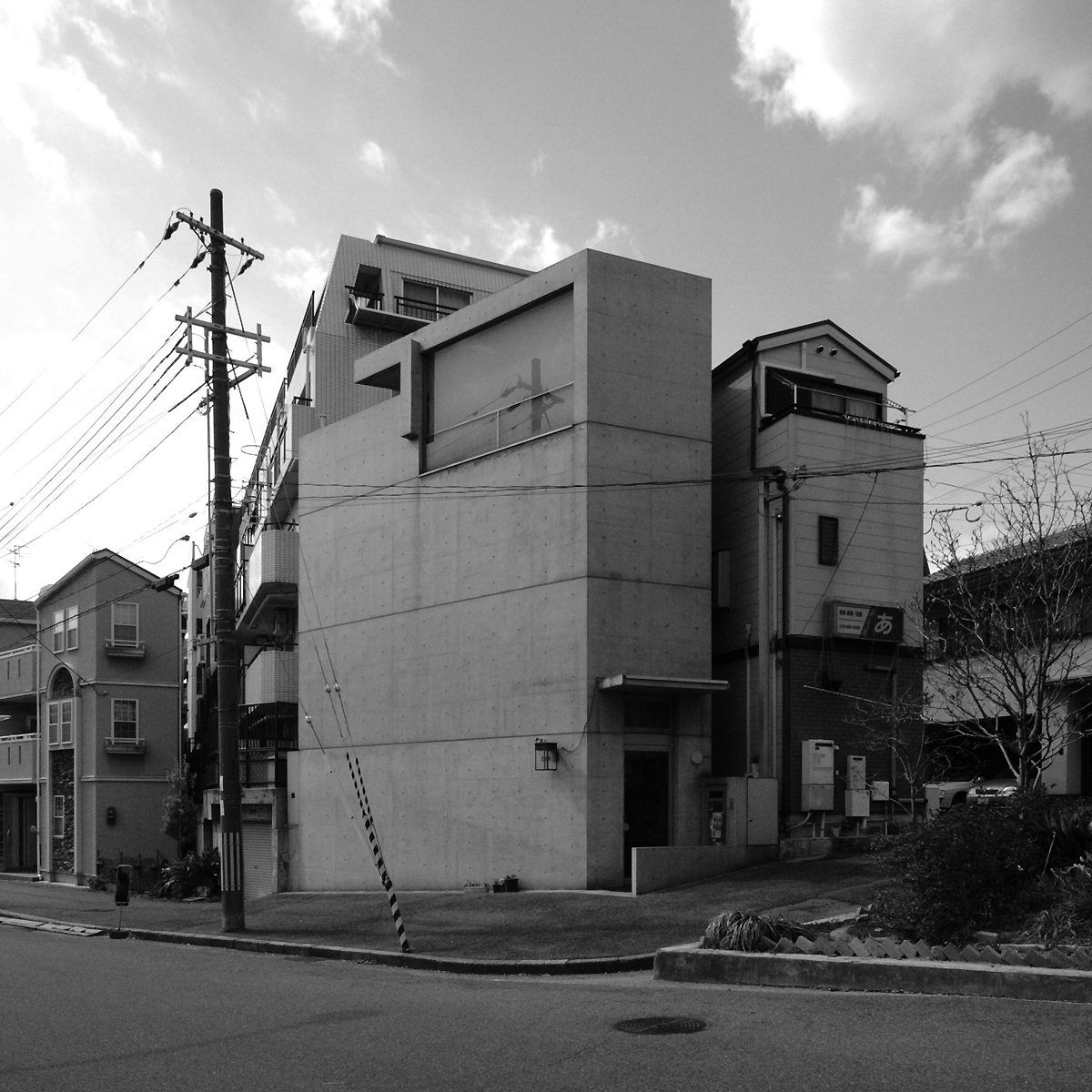
Galeria Noda
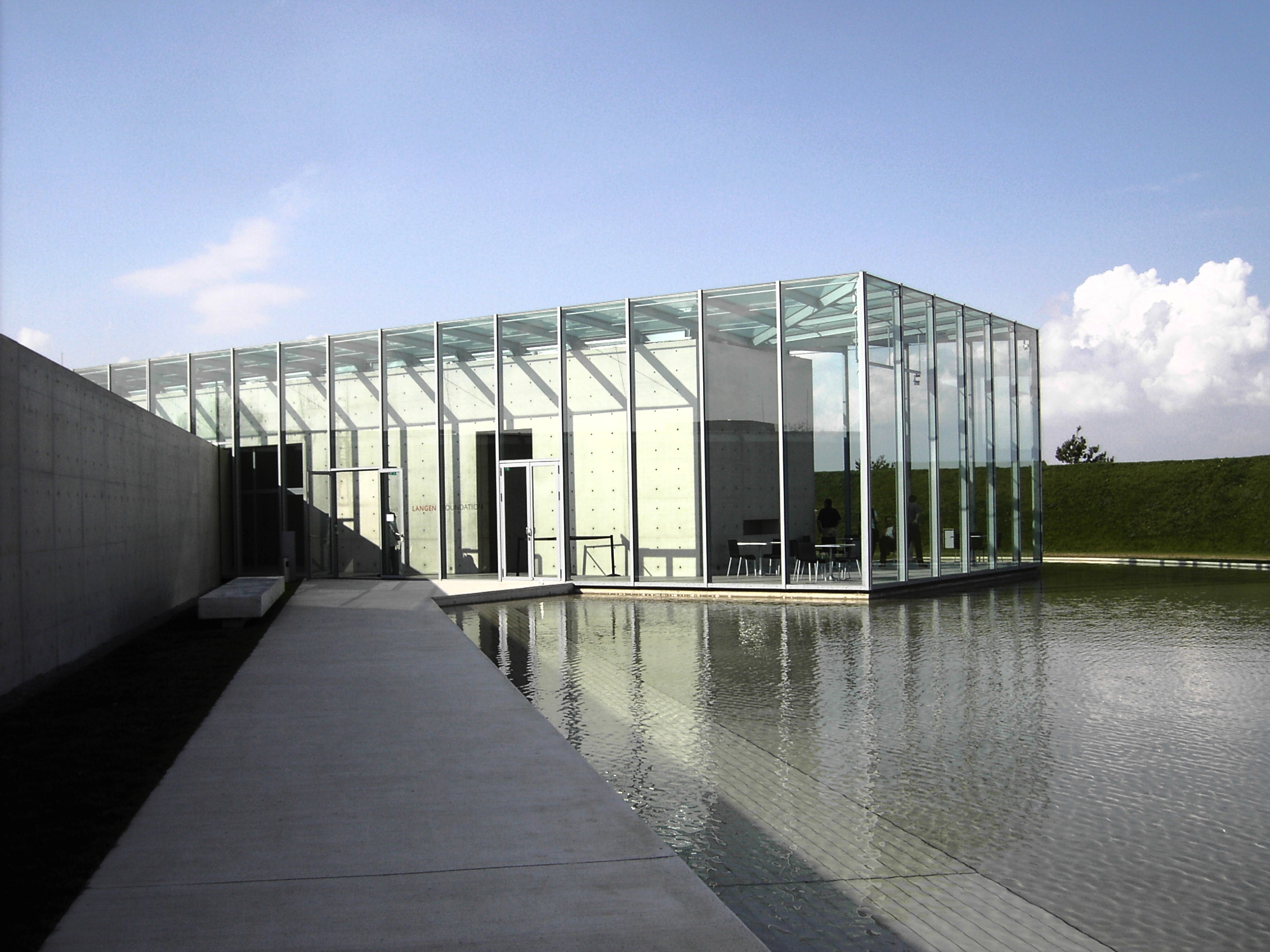
Fundaţia Langen
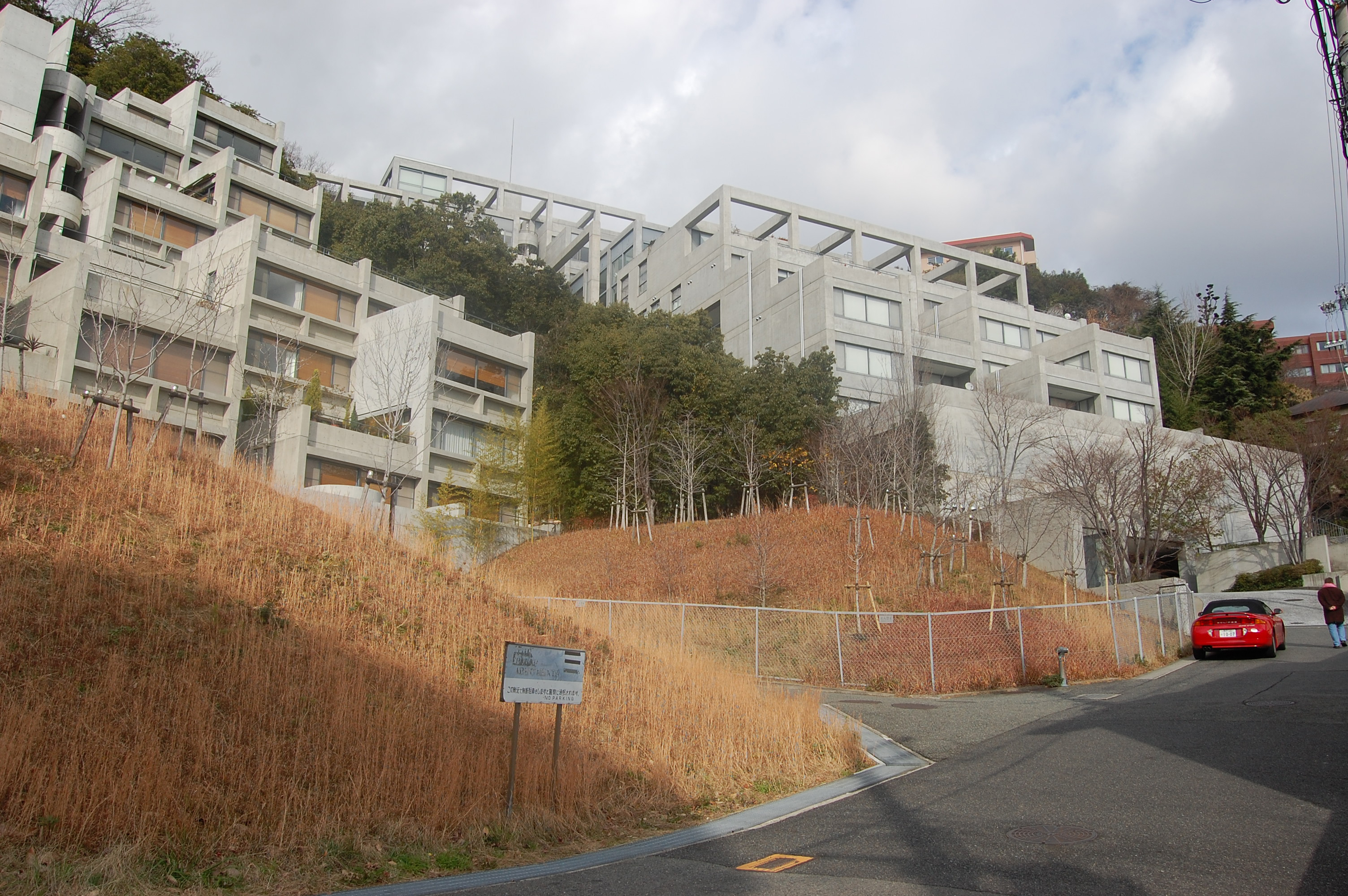
Rokko Housing I şi II, Kobe